# Luís Alberto Duarte dos Santos
Luís Alberto Duarte dos Santos (Petrópolis, 13 november 1957 - Belém, 8 mei 1989) was een Braziliaans voetballer, bekend onder zijn spelersnaam Luisinho das Arábias.  

## Geschiedenis
Luisinho begon zijn carrière bij Portuguesa, een kleinere club uit Rio de Janeiro. Hij speelde voor vele clubs en maakte bijna elk jaar een transfer. In 1983 won hij met Fortaleza het Campeonato Cearense en werd dat jaar ook topschutter van de competitie met 33 goals. In 1989 speelde hij voor Remo toen hij in zijn appartement overleed aan een zware hartaanval. 